# Jeff Trachta
Jeff Trachta (6 oktober 1960, Staten Island, New York) is een Amerikaans acteur. 
Hij is het meest bekend door zijn rol van Thorne Forrester in The Bold and the Beautiful. Hij nam de rol van Clayton Norcross over in 1989 en speelde deze tot 1996 totdat Winsor Harmon hem afloste. In de serie had hij twee geliefden, in het begin was dat Caroline Spencer en daarna Macy Alexander, met wie hij een zingend duo vormde. Zo bracht hij samen met actrice Bobbie Eakes, die de rol van zijn tv geliefde Macy Alexander vertolkte, in 1994 een CD uit (Duets) en traden zij samen met John McCook en Darlene Conley voor een uitverkocht Ahoy'. Een jaar later volgde een tweede Duets album en 2 uitverkochte concerten in Ahoy'.
Trachta spreekt veel talen, waaronder Nederlands. Volgens de Nederlandse zanger Gordon had Trachta midden jaren negentig vier maanden een relatie met hem, aldus Gordon in RTL Boulevard op 26 oktober 2007 en in 24 uur met op 11 januari 2010. Laatstgenoemde beweert in zijn biografie dat Trachta hem heeft geslagen.

## Discografie

### Singles
| Single met eventuele hitnotering(en) in de Nederlandse Top 40 | Datum van verschijnen | Datum van binnenkomst | Hoogste positie | Aantal weken | Opmerkingen                                  |
| ------------------------------------------------------------- | --------------------- | --------------------- | --------------- | ------------ | -------------------------------------------- |
| What's forever for                                            |                       | 14-5-1994             | tip             |              | met Bobbie Eakes                             |
| Love to love you                                              |                       | 15-10-1994            | 38              | 2            | met Bobbie Eakes                             |
| Perfect harmony                                               | 1997                  | -                     |                 |              | met Linda de Mol Nr. 93 in de Single Top 100 |

- Bibliothèque nationale de France: cb142339764 (data)
- Gemeinsame Normdatei: 134895363
- International Standard Name Identifier: 0000 0000 7840 0347
- Nationale Bibliotheek van Letland: 000114232
- MusicBrainz: 741ec73b-4b54-4aed-b57a-946730d0a1b7
- Nationale Bibliotheek van Tsjechië: pna2009495557
- Virtual International Authority File: 7600098
- WorldCat: E39PBJg4jyqjQKfGQhCbkT78md